# エルセカ
エルセカ（アルバニア語: Ersekë, Erseka）は南東アルバニアのコルチャ州の町であり、旧基礎自治体である。2015年にコロンヤ基礎自治体に含まれた。2023年の人口は2,822だった。

## 出来事
エルセカは17世紀に設けられた。1785年には、百家族が町に住んでいた。1914年に北エピルス自治共和国の支配下の町になった。ギリシャ・イタリア戦争では、1940年11月21日にギリシャ軍がエルセカに侵入した。
2015年にコロンヤ基礎自治体の町の一つになった。別の含まれた町と旧基礎自治体はチェンダル・エルセカ、レスコヴィク、ノヴォセラ、バルマシュ、モラスおよびツリリムだった。

## 人口
2011年に町の人口は3,746人だった。12年間の後に人口は2,822人だった。

## スポーツ
サッカークラブはFCグラモジ・エルセカである。クラブの競走場はフシャ・スポルティブである。